# Justas Vincas Paleckis

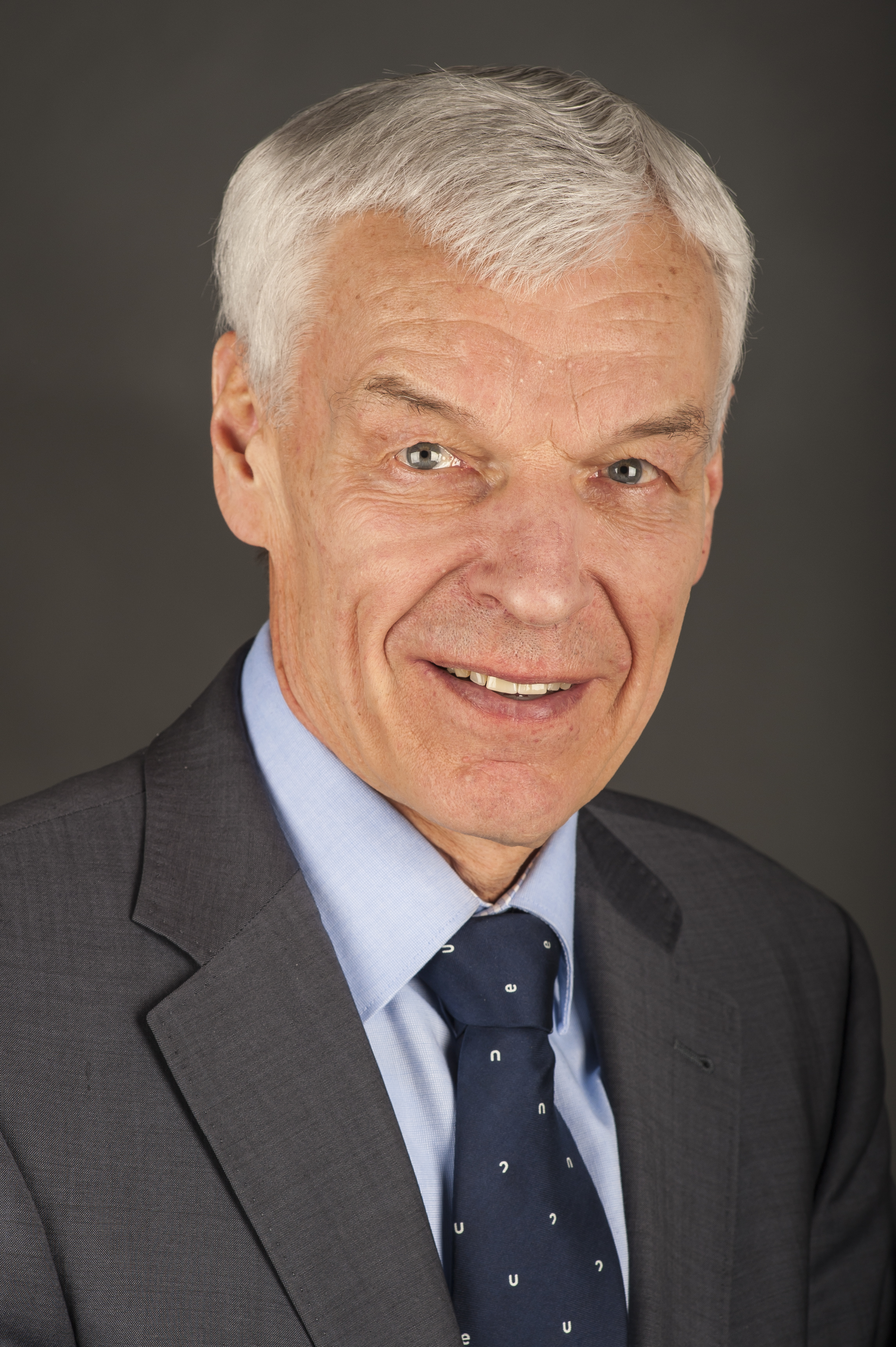
Justas Vincas Paleckis (2014)

Justas Vincas Paleckis (Koejbysjev (Rusland), 1 januari 1942) is een politicus en diplomaat uit Litouwen.

## Biografie
Paleckis is een zoon van Justas Paleckis (1899-1980), politicus ten tijde van de Litouwse Socialistische Sovjetrepubliek. Na zijn afstuderen aan de Salomeja-Neris middelbare school in Vilnius, studeerde hij 1959-1964 journalistiek aan de Universiteit van Vilnius en van 1966-1969 diplomatie en internationale betrekkingen in Moskou. Van 1969-1983 was hij een Sovjet-diplomaat in Oost-Duitsland en Zwitserland. Van 1990-1992 was hij lid van de Seimas, in 2002-2004 vice-minister van Buitenlandse Zaken. Op 10 juni 2004 werd hij verkozen als lid van het Europees Parlement na de toetreding van Litouwen tot de Europese Unie.